# Belagerung von Płock
In der Belagerung von Płock kämpfte im März 1329 ein Deutschordensheer mit Böhmischen Rittern unter Johann von Böhmen gegen polnische Verteidiger unter dem Herzog von Masowien Wacław von Płock. Die Stadt fiel am 29. März 1332. Der polnische König Władysław I. Ellenlang war nicht zugegen.

## Schlacht
Anfang 1329 stieß Władysław I. Ellenlang mit einem Heer ins Kulmer Land vor. Der böhmische König, der sich zu dieser Zeit als Gast des Deutschen Ordens in Preußen auf einer Litauerfahrt befand, führte den Gegenangriff auf das Herzogtum Masowien durch. Mitte März 1329 erreichte das böhmische Heer die Stadt Płock und begann mit der Belagerung. Am 29. März 1329 übergab Wacław von Płock die Stadt den Belagerern und leitete Johann von Böhmen den Lehnseid. Daraufhin beendete das böhmische Heer die Belagerung und zog sich ins Ordensland zurück. An dem weiter andauernden Krieg nahm Wacław von Płock jedoch nicht teil.